# Hinrich Schrötteringk
Hinrich Schrötteringk (* 14. August 1611 in Hamburg; † 15. Oktober 1686 ebenda) war ein deutscher Jurist, Ratssekretär und Protonotar in Hamburg.

## Herkunft und Familie
Schrötteringk war ein Sohn von Jürgen Schrötteringk (1551–1631), Oberalter im Kirchspiel Sankt Petri, aus dessen zweiter Ehe mit Anna von Holten (1577–1643). Der Oberalte im Kirchspiel Sankt Katharinen Diederich Schrötteringk (1597–1678) war sein Bruder und der Hamburger Bürgermeister Johann Schrötteringk (1588–1676) ein Halbbruder aus der ersten Ehe seines Vaters.
Am 27. November 1643 heiratete er Catharina Matthiessen, Tochter des Ratsherrn Henning Matthiessen (1585–1646), und hatte zehn Kinder mit ihr.

## Leben und Wirken
Nach seiner Schulbildung studierte Schrötteringk Jurisprudenz an der Universität Basel und promovierte dort am 27. Mai 1639 zum Lizenziaten der Rechte.
In Hamburg wurde er am 2. April 1644 zum Ratssekretär und 1667 zum Protonotar gewählt. Am 3. August 1683 trat er altershalber von seinen Ämtern zurück und starb drei Jahre später in Hamburg.

## Werke
- Disputatio inauguralis de fidejussoribus. Decker, Basel 1639, OCLC 248991117.